# Функция Грина

Интуитивная анимация, показывающая, как функции Грина, решающие дифференциальное уравнение с точечным источником, могут быть наложены друг на друга для решения его с произвольным источником.

Фу́нкция Гри́на — функция, используемая для решения линейных неоднородных дифференциальных уравнений с граничными условиями (неоднородной краевой задачи).
Названа в честь английского математика Джорджа Грина, который первым развил соответствующую теорию в 1830-е годы.
Функции Грина полезны в электростатике — для решения уравнения Пуассона; в теории конденсированных сред — они позволяют решить уравнение диффузии (и совпадающее с ним уравнение теплопроводности); в квантовой механике — функция Грина гамильтониана является одной из ключевых функций и связана с плотностью состояний. Функции Грина, используемые в этих областях, очень похожи, поскольку уравнения диффузии и уравнение Шрёдингера в некотором смысле подобны.
Все области математической и теоретической физики, где крайне полезны функции Грина, пожалуй, трудно даже перечислить.
Они помогают находить стационарные и нестационарные решения, в том числе при разнообразных граничных условиях.
В физике элементарных частиц и статистической физике функции Грина используются как пропагаторы в диаграммах Фейнмана (и выражение «функция Грина» часто применяется вообще к корреляционной функции в квантовой теории поля). Функция Грина широко применяется в приложениях теории рассеяния к физике твёрдого тела (рентгенография, расчёты электронных спектров металлических материалов).

## Определение и использование
Функция Грина {\displaystyle G(x,s)} линейного дифференциального оператора {\displaystyle L=L(x)}, действующего на обобщённых функциях на подмножестве евклидового пространства {\displaystyle \mathbb {R} ^{n}} в точке {\displaystyle s}, — это любое решение уравнения
{\displaystyle L~G(x,s)=\delta (x-s)},
где {\displaystyle \ \delta } — это дельта-функция Дирака. Это свойство функции Грина может использоваться для решения дифференциального уравнения вида
{\displaystyle L~u(x)=f(x)},
Функция Грина — это обратный оператор к {\displaystyle L}, поэтому её нередко символически обозначают как {\displaystyle L^{-1}}.
Если ядро оператора {\displaystyle L} нетривиально, то функция Грина не единственна. Однако на практике использование принципа симметрии, граничных условий или других дополнительных условий позволяет определить конкретную функцию Грина. Вообще говоря, функция Грина — не обычная, а обобщённая функция, то есть она может выпадать из класса обычных функций, например, иметь особенности вида дельта-функции или её производных.
Функция Грина — это также полезный инструмент для решения волнового уравнения, уравнения диффузии и квантовомеханических уравнений, где функция Грина оператора Гамильтона играет важнейшую роль и связана с плотностью состояний. В физике функция Грина обычно определяется с противоположным знаком:
{\displaystyle L~G(x,s)=-\delta (x-s)},
что не меняет существенно её свойства.
Если оператор трансляционно инвариантен, то есть если {\displaystyle L} имеет постоянные коэффициенты по отношению к {\displaystyle x}, то функция Грина может быть выбрана в виде конволюционного оператора
{\displaystyle G(x,s)=G(x-s)}.
В таком случае она совпадает с импульсной переходной функцией из теории линейных стационарных систем.

## Замечание
Иногда, когда неоднородное уравнение содержит в правой части постоянный коэффициент, то есть имеет вид {\displaystyle Lf=\kappa h}, функция Грина {\displaystyle g(x,s)} также определяется с учётом этого коэффициента, то есть в этом случае она по определению является решением уравнения
{\displaystyle Lf_{1}(x)=\kappa \,\delta (x-s)}.
В этом случае решение исходного неоднородного уравнения {\displaystyle Lf=\kappa h} с произвольной функцией {\displaystyle h} в правой части записывается как
{\displaystyle f(x)=\int {\kappa \,h(s)\,g(x,s)\,ds}}.
1. ↑  Ясно, что описанное в этом разделе отличие в определении функции Грина от данного в статье выше касается не сути дела, а всего лишь предпочитаемой формы записи

## Функция Грина оператора Штурма — Лиувилля (одномерный случай)

### Постановка задачи
Пусть {\displaystyle L} — оператор Штурма — Лиувилля, линейный дифференциальный оператор вида:
{\displaystyle L={d \over dx}\left[p(x){d \over dx}\right]-q(x)},
и пусть {\displaystyle D} — оператор краевых условий:
{\displaystyle Du={\begin{pmatrix}\alpha _{1}u^{\prime }(0)+\beta _{1}u(0)\\\alpha _{2}u^{\prime }(l)+\beta _{2}u(l).\end{pmatrix}}}

### Теорема Грина
Пусть {\displaystyle f(x)} — непрерывная функция на промежутке {\displaystyle [0,\;l]}. Предположим также, что задача
{\displaystyle {\begin{matrix}Lu=f,\\Du=0\end{matrix}}}
регулярна, то есть существует только тривиальное решение однородной задачи.
Тогда существует единственное решение {\displaystyle u(x)}, удовлетворяющее системе
{\displaystyle {\begin{matrix}Lu=f,\\Du=0,\end{matrix}}},
которое задаётся выражением
{\displaystyle u(x)=\int \limits _{0}^{l}f(s)g(x,\;s)\,ds},
где {\displaystyle g(x,\;s)} — функция Грина, которая удовлетворяет следующим требованиям (они же — свойства функции Грина):
1. {\displaystyle g(x,\;s)} непрерывна по {\displaystyle x} и {\displaystyle s}.
2. Для {\displaystyle x\neq s}, {\displaystyle Lg(x,\;s)=0}.
3. Для {\displaystyle s\neq 0,\;l}, {\displaystyle Dg(x,\;s)=0}.
4. Скачок производной: {\displaystyle g^{\prime }(s_{+0},\;s)-g^{\prime }(s_{-0},\;s)=1/p(s)}.
5. Симметрична: {\displaystyle g(x,\;s)=g(s,\;x)}.

## Нахождение функции Грина

### В виде ряда через собственные функции оператора
Если множество собственных векторов (собственных функций) {\displaystyle \Psi _{n}} дифференциального оператора {\displaystyle L\ }
(то есть набор таких функций {\displaystyle \Psi _{n}(x)}, что для каждой найдётся число {\displaystyle \lambda _{n}\neq 0}, что {\displaystyle L\Psi _{n}=\lambda _{n}\Psi _{n}})
полно, то можно построить функцию Грина с помощью собственных векторов {\displaystyle \Psi _{n}} и собственных значений {\displaystyle \lambda _{n}}.
Под полнотой системы функций {\displaystyle \Psi _{n}(x)} подразумевается выполнение соотношения
{\displaystyle \delta (x-x^{\prime })=\sum _{n=0}^{\infty }\Psi _{n}(x){\overline {\Psi }}_{n}(x^{\prime })}.
Можно показать, что
{\displaystyle G(x,\;x^{\prime })=\sum _{n=0}^{\infty }{\frac {\Psi _{n}(x){\overline {\Psi }}_{n}(x^{\prime })}{\lambda _{n}}}}.
Действительно, подействовав оператором {\displaystyle L} на эту сумму, мы получим дельта-функцию (в силу соотношения полноты).
(Чертой сверху, {\displaystyle {\overline {\Psi }}}, обозначено комплексное сопряжение; если {\displaystyle \Psi _{n}} — вещественные функции, его можно не делать).

### Для параболических уравнений
Уравнение теплопроводности, уравнение Шрёдингера и уравнения диффузии можно представить в виде уравнения в частных производных:

| {\displaystyle H\psi (x,\beta )=-{\frac {\partial \psi (x,\beta )}{\partial \beta }}} | \| \| \| \| \| \| \| \| | (1) |
|                                                                                       |                         |     |
|                                                                                       |                         |     |
где {\displaystyle H} — эрмитов оператор, {\displaystyle x={\mathcal {f}}x_{1},x_{2},...,x_{n}{\mathcal {g}}} -
пространственные координаты
- для уравнения теплопроводности {\displaystyle \Delta T={\frac {c}{k}}{\frac {\partial T}{\partial t}}}

{\displaystyle T} — температура, {\displaystyle \beta ={\frac {k}{c}}t}.
- для уравнения Шрёдингера {\displaystyle H\psi =-{\frac {\hbar }{i}}{\frac {\partial \psi }{\partial t}}}

{\displaystyle \psi } — волновая функция, {\displaystyle \beta ={\frac {\hbar i}{2m}}t}.
- для уравнения диффузии {\displaystyle \nabla ^{2}\psi ={\frac {1}{\lambda }}{\frac {\partial \psi }{\partial t}}}

{\displaystyle \psi } — концентрация вещества, {\displaystyle \beta =\lambda t}.
Собственные функции {\displaystyle \varphi _{m}} оператора {\displaystyle H} образуют полную ортонормированную систему и удовлетворяют уравнению
{\displaystyle H\varphi _{m}=\lambda _{m}\varphi _{m}}.
Предположим, что решение уравнения (1) можно представить в виде:

| {\displaystyle \psi (x,\beta )=\sum _{m=0}^{\infty }A_{m}(\beta )\varphi _{m}(x)} | \| \| \| \| \| \| \| \| | (2) |
|                                                                                   |                         |     |
|                                                                                   |                         |     |
Подставляя в уравнение (1) предполагаемую форму решения, получаем:
{\displaystyle H\psi =\sum _{m=0}^{\infty }A_{m}(\beta )H\varphi _{m}(x)=-\sum _{m=0}^{\infty }\varphi _{m}(x){\frac {\partial }{\partial \beta }}A_{m}(\beta )}.
Таким образом:
{\displaystyle \sum _{m=0}^{\infty }[\lambda _{m}A_{m}(\beta )+{\frac {\partial }{\partial \beta }}A_{m}(\beta )]\varphi _{m}(x)=0}.
Это уравнение должно выполняться для всех m. Получаем уравнение:
{\displaystyle -\lambda _{m}A_{m}(\beta )={\frac {\partial A_{m}(\beta )}{\partial \beta }}},
откуда
{\displaystyle A_{m}(\beta )=A_{m}(0)e^{-\lambda _{m}\beta }}.
Следовательно, решение исходного уравнения (1) можно представить в виде:
{\displaystyle \psi (x,\beta )=\sum _{m=0}^{\infty }A_{m}(0)e^{-\lambda _{m}\beta }\varphi _{m}(x)}.
Считая ряд (2) равномерно сходящимся, можно найти, что:
{\displaystyle A_{m}(\beta )=\int \varphi _{m}^{*}(x)\psi (x,\beta )d\tau },
где {\displaystyle d\tau =dx_{1}dx_{2}...dx_{n}} — элемент объёма.
Из этой формулы следует:
{\displaystyle A_{m}(0)=\int \varphi _{m}^{*}(x)\psi (x,0)d\tau }
Итак, если задано начальное состояние, то
{\displaystyle \psi (x,\beta )=\sum _{m=0}^{\infty }\int \psi (x',0)\varphi _{m}^{*}(x')\varphi _{m}(x)e^{-\lambda _{m}\beta }d\tau '}
Это уравнение можно представить в более удобной форме:
{\displaystyle \psi (x,\beta )=\int \langle x|G(\beta )|x'\rangle \psi (x',0)d\tau '},
где:
{\displaystyle \langle x|G(\beta )|x'\rangle =\sum _{m=0}^{\infty }\varphi _{m}^{*}(x')\varphi _{m}(x)e^{-\lambda _{m}\beta }}.
Это выражение называется функцией Грина для уравнения (1).

## Функция Грина для лапласиана
Функция Грина для лапласиана может быть получена из теоремы Грина.
Для получения теоремы Грина начнём с закона Гаусса:
{\displaystyle \int \limits _{V}\nabla \cdot {\hat {A}}\ dV=\int \limits _{S}{\hat {A}}\cdot d{\hat {\sigma }}}.
Примем {\displaystyle A=\varphi \nabla \psi -\psi \nabla \varphi } и подставим в закон Гаусса. Вычислим {\displaystyle \nabla \cdot {\hat {A}}} и применим цепное правило для оператора {\displaystyle \nabla }:
{\displaystyle \nabla \cdot {\hat {A}}=\nabla \cdot (\varphi \nabla \psi -\psi \nabla \varphi )=}
{\displaystyle =(\nabla \varphi )\cdot (\nabla \psi )+\varphi \nabla ^{2}\psi -(\nabla \varphi )\cdot (\nabla \psi )-\psi \nabla ^{2}\varphi =\varphi \nabla ^{2}\psi -\psi \nabla ^{2}\varphi }.
Подставляя результат в теорему Гаусса, мы получаем теорему Грина:
{\displaystyle \int \limits _{V}(\varphi \nabla ^{2}\psi -\psi \nabla ^{2}\varphi )\ dV=\int \limits _{S}(\varphi \nabla \psi -\psi \nabla \varphi )\cdot d{\hat {\sigma }}}.
Предполагая, что наш линейный дифференциальный оператор {\displaystyle L} Лапласиан, {\displaystyle \nabla ^{2}}, и то, что у нас имеется для него функция Грина {\displaystyle G}. Определение функции Грина в этом случае запишется в виде:
{\displaystyle LG(x,\;x^{\prime })=\nabla ^{2}G(x,\;x^{\prime })=\delta (x-x^{\prime })}.
Положим {\displaystyle \psi =G} в теореме Грина. Тогда получим:
{\displaystyle \int \limits _{V}(\varphi (x^{\prime })\delta (x-x^{\prime })-G(x,\;x^{\prime })\nabla ^{2}\varphi (x^{\prime }))\ d^{3}x^{\prime }=}
{\displaystyle =\int \limits _{S}(\varphi (x^{\prime })\nabla ^{\prime }G(x,\;x^{\prime })-G(x,\;x^{\prime })\nabla ^{\prime }\varphi (x^{\prime }))\cdot d{\hat {\sigma }}^{\prime }}.
Используя выражение, мы можем решить уравнение Лапласа ({\displaystyle \nabla ^{2}\varphi (x)=0}) и уравнение Пуассона ({\displaystyle \nabla ^{2}\varphi (x)=-4\pi \rho (x)}) с граничными условиями Неймана или Дирихле. Другими словами, мы можем найти решение {\displaystyle \varphi (x)} всюду внутри заданной области, если (1) значение {\displaystyle \varphi (x)} задано на границе этой области (граничные условия Дирихле), или (2) нормальная производная {\displaystyle \varphi (x)} задана на границе этой области (граничные условия Неймана).
Пусть нас интересует решение {\displaystyle \varphi (x)} внутри области. В этом случае интеграл {\displaystyle \int \limits _{V}\varphi (x^{\prime })\delta (x-x^{\prime })\ d^{3}x^{\prime }} упрощается до {\displaystyle \varphi (x)} в силу основного свойства дельта-функции, и мы имеем:
{\displaystyle \varphi (x)=\int \limits _{V}G(x,\;x^{\prime })\rho (x^{\prime })\ d^{3}x^{\prime }+\int \limits _{S}(\varphi (x^{\prime })\nabla ^{\prime }G(x,\;x^{\prime })-G(x,\;x^{\prime })\nabla ^{\prime }\varphi (x^{\prime }))\cdot d{\hat {\sigma }}^{\prime }}.
Эта формула выражает известное свойство гармонических функций, состоящее в том, что если известно значение нормальной производной на границе области, то известны и все значения функции в любой внутренней точке этой области.
В электростатике {\displaystyle \varphi (x)} понимается как электростатический потенциал, {\displaystyle \rho (x)} как плотность электрического заряда, а нормальная производная {\displaystyle \nabla \varphi (x^{\prime })\cdot d{\hat {\sigma }}^{\prime }} как нормальная составляющая электрического поля.
При решении краевой задачи Дирихле функция Грина выбирается в виде {\displaystyle G(x,\;x^{\prime })}. Эта функция обращается в нуль, когда {\displaystyle x} или {\displaystyle x^{\prime }} находится на границе раздела; и наоборот, решая краевую задачу Неймана, следует выбирать функцию Грина так, чтобы на поверхности обращалась в нуль её нормальная производная. Таким образом в интеграле по поверхности остаётся только одно из двух слагаемых.
При отсутствии граничных условий функция Грина для лапласиана имеет вид:
{\displaystyle G({\hat {x}},\;{\hat {x}}^{\prime })={\frac {1}{\left|{\hat {x}}-{\hat {x}}^{\prime }\right|}}}.
Считая граничную поверхность бесконечно большой и подставляя в это выражение функцию Грина, мы придём к аналогичному выражению для электрического потенциала через электрическую плотность заряда.
{\displaystyle \varphi (x)=\int \limits _{V}{\frac {\rho (x^{\prime })}{\left|{\hat {x}}-{\hat {x}}^{\prime }\right|}}\ d^{3}x^{\prime }}.

## Пример
(Этот пример служит иллюстрацией к параграфу Функция Грина оператора Штурма — Лиувилля (одномерный случай), причём описанные здесь соображения иллюстрируют пункты теоремы из соответствующего параграфа, ссылки на пункты которой присутствуют в тексте ниже).
Дана задача
{\displaystyle {\begin{matrix}Lu\end{matrix}}=u^{\prime \prime }+u=f(x)};
{\displaystyle u(0)=0,\quad u\left({\frac {\pi }{2}}\right)=0}.
Найти функцию Грина.
Первый шаг:
Функция Грина {\displaystyle g(x,s)} в данном случае по определению должна быть решением уравнения

| {\displaystyle g^{\prime \prime }+g=\delta (x-s)} | \| \| \| \| \| \| \| \| | (3) |
|                                                   |                         |     |
|                                                   |                         |     |
где двумя штрихами обозначена вторая производная по {\displaystyle x}.
Для {\displaystyle x\neq s}, где {\displaystyle \delta }-функция равна нулю, это уравнение сводится к однородному (пункт 2 упомянутой теоремы):
{\displaystyle g^{\prime \prime }+g=0},
то есть для всех точек, кроме {\displaystyle s}, функция Грина будет решением такого однородного уравнения.
Общее решение такого уравнения
{\displaystyle g=A\cos x+B\sin x},
где {\displaystyle A} и {\displaystyle B} — константы (не зависят от {\displaystyle x}).
Таким образом, {\displaystyle g(x,s)} должно иметь именно такой вид всюду, кроме точки {\displaystyle s}, причём слева и справа от неё коэффициенты {\displaystyle A} и {\displaystyle B} могут (и будут) иметь разное значение.
Наложим на функцию Грина граничные условия, совпадающие с граничными условиями исходной задачи (пункт 3 упомянутой во вводном замечании теоремы). Функция Грина с наложенными так граничными условиями удобна тем, что конструируемые суммированием или интегрированием таких функций Грина решения автоматически будут удовлетворять этим граничным условиям.
Из левого граничного условия: {\displaystyle u(0)=0} — налагаемого на функцию Грина мы видим, что для {\displaystyle x<s} коэффициент {\displaystyle A} общего решения должен быть нулём, то есть для {\displaystyle x<s}
{\displaystyle g(x,\;s)=B\cdot \sin x}.
Точно так же из правого граничного условия: {\displaystyle u\left({\frac {\pi }{2}}\right)=0} — получаем равенство нулю коэффициента {\displaystyle B}, то есть для {\displaystyle x>s}
{\displaystyle g(x,\;s)=A\cdot \cos x}.
В итоге, учитывая, что коэффициенты {\displaystyle A} и {\displaystyle B} вообще говоря могут зависеть от {\displaystyle s}, можем записать:
{\displaystyle g(x,\;s)=\left\{{\begin{matrix}B(s)\sin x,\;\;x<s\\A(s)\cos x,\;\;s<x\end{matrix}}\right.}
Второй шаг:
Нужно определить {\displaystyle A(s)} и {\displaystyle B(s)}.
Проинтегрировав дважды левую и правую часть уравнения (3) с дельта-функцией в правой части, мы увидим, что функция Грина должна быть непрерывна (пункт 1 упомянутой теоремы), а отсюда условие сшивки решения {\displaystyle x<s} и {\displaystyle x>s}:
{\displaystyle B(s)\sin s=A(s)\cos s}.
Проинтегрировав же левую и правую часть того же уравнения от {\displaystyle x=s-\varepsilon } до {\displaystyle x=s+\varepsilon } получим условие на скачок первой производной (пункт 4 теоремы), и используя его, получим:
{\displaystyle g'(s_{+0},s)-g'(s_{-0},s)=-A(s)\cdot \sin s-B(s)\cdot \cos s=1}.
Используя правило Крамера или просто угадывая решение системы из двух этих уравнений, получим, что
{\displaystyle A(s)=-\sin s;\quad B(s)=-\cos s}.
Эти выражения удовлетворяют условию пункта 5 теоремы.
Тогда функция Грина задачи:
{\displaystyle g(x,\;s)=\left\{{\begin{matrix}-1\cdot \cos s\cdot \sin x,\;\;x<s\\-1\cdot \sin s\cdot \cos x,\;\;s<x\end{matrix}}\right.},
что можно записать как
{\displaystyle g(x,\;s)={\frac {1}{2}}\left(\sin \left|x-s\right|-\sin(x+s)\right).}

### Таблица с функциями Грина
В данной таблице представлены функции Грина для часто встречающихся дифференциальных операторов, где {\displaystyle \textstyle r={\sqrt {x^{2}+y^{2}+z^{2}}}}, {\displaystyle \textstyle \rho ={\sqrt {x^{2}+y^{2}}}}, {\displaystyle \textstyle \Theta (t)} — функция Хевисайда, {\displaystyle \textstyle J_{\nu }(z)} — функция Бесселя, {\displaystyle \textstyle I_{\nu }(z)} — модифицированная функция Бесселя первого рода и {\displaystyle \textstyle K_{\nu }(z)} — модифицированная функция Бесселя второго рода. Где время (t) появляется в первой колонке и показаны причинные функции Грина {\displaystyle G^{A}}.
| Дифференциальный оператор L                                                               | Функция Грина G | Пример применения                                          |
| ----------------------------------------------------------------------------------------- | --- | ---------------------------------------------------------- |
| {\displaystyle \partial _{t}^{n+1}}                                                       | {\displaystyle {\frac {t^{n}}{n!}}\Theta (t)} |                                                            |
| {\displaystyle \partial _{t}+\gamma }                                                     | {\displaystyle \Theta (t)\mathrm {e} ^{-\gamma t}} |                                                            |
| {\displaystyle \left(\partial _{t}+\gamma \right)^{2}}                                    | {\displaystyle \Theta (t)t\mathrm {e} ^{-\gamma t}} |                                                            |
| {\displaystyle \partial _{t}^{2}+2\gamma \partial _{t}+\omega _{0}^{2}}                   | {\displaystyle \Theta (t)\mathrm {e} ^{-\gamma t}~{\frac {\sin(\omega t)}{\omega }}}, {\displaystyle \omega ={\sqrt {\omega _{0}^{2}-\gamma ^{2}}}} | Гармонический осциллятор                                   |
| {\displaystyle \Delta _{\text{2D}}=\partial _{x}^{2}+\partial _{y}^{2}}                   | {\displaystyle {\frac {1}{2\pi }}\ln \rho }, {\displaystyle \rho ={\sqrt {x^{2}+y^{2}}}} | Уравнение Пуассона                                         |
| {\displaystyle \Delta _{\text{3D}}=\partial _{x}^{2}+\partial _{y}^{2}+\partial _{z}^{2}} | {\displaystyle {\frac {-1}{4\pi r}}}, {\displaystyle r={\sqrt {x^{2}+y^{2}+z^{2}}}} | Уравнение Пуассона                                         |
| {\displaystyle \Delta _{\text{3D}}+k^{2}}                                                 | {\displaystyle {\frac {-\mathrm {e} ^{-ikr}}{4\pi r}}=i{\sqrt {\frac {k}{32\pi r}}}}{\displaystyle H_{1/2}^{(2)}(kr)}{\displaystyle =i{\frac {k}{4\pi }}\,}{\displaystyle h_{0}^{(2)}(kr)} | стационарное 3D уравнение Шрёдингера для свободной частицы |
| {\displaystyle \Delta -k^{2}} в пространстве с {\displaystyle n} измерениями              | {\displaystyle -(2\pi )^{-n/2}\left({\frac {k}{r}}\right)^{n/2-1}K_{n/2-1}(kr)} | Потенциал Юкавы, Пропагатор                                |
| {\displaystyle \partial _{t}^{2}-c^{2}\partial _{x}^{2}}                                  | {\displaystyle {\frac {1}{2c}}\Theta (t-\|x/c\|)} | 1D волновое уравнение                                      |
| {\displaystyle \partial _{t}^{2}-c^{2}\Delta _{\text{2D}}}                                | {\displaystyle {\frac {1}{2\pi c{\sqrt {c^{2}t^{2}-\rho ^{2}}}}}\Theta (t-\rho /c)} | 2D волновое уравнение                                      |
| {\displaystyle \square ={\frac {1}{c^{2}}}\partial _{t}^{2}-\Delta _{\text{3D}}}          | {\displaystyle {\frac {\delta (t-{\frac {r}{c}})}{4\pi r}}} | 3D волновое уравнение                                      |
| {\displaystyle \partial _{t}-k\partial _{x}^{2}}                                          | {\displaystyle \Theta (t)\left({\frac {1}{4\pi kt}}\right)^{1/2}\mathrm {e} ^{-x^{2}/4kt}} | 1D уравнение диффузии                                      |
| {\displaystyle \partial _{t}-k\Delta _{\text{2D}}}                                        | {\displaystyle \Theta (t)\left({\frac {1}{4\pi kt}}\right)\mathrm {e} ^{-\rho ^{2}/4kt}} | 2D уравнение диффузии                                      |
| {\displaystyle \partial _{t}-k\Delta _{\text{3D}}}                                        | {\displaystyle \Theta (t)\left({\frac {1}{4\pi kt}}\right)^{3/2}\mathrm {e} ^{-r^{2}/4kt}} | 3D уравнение диффузии                                      |
| {\displaystyle {\frac {1}{c^{2}}}\partial _{t}^{2}-\partial _{x}^{2}+\mu ^{2}}            | {\displaystyle {\frac {1}{2}}\left[\left(1-\sin {\mu ct}\right)(\delta (ct-x)+\delta (ct+x))+\mu \Theta (ct-\|x\|)J_{0}\left(\mu u\right)\right],\,u={\sqrt {c^{2}t^{2}-x^{2}}}} | 1D уравнение Клейна — Гордона                              |
| {\displaystyle {\frac {1}{c^{2}}}\partial _{t}^{2}-\Delta _{\text{2D}}+\mu ^{2}}          | {\displaystyle {\frac {1}{4\pi }}\left[(1+\cos {(\mu ct)}){\frac {\delta (ct-\rho )}{\rho }}+\mu ^{2}\Theta (ct-\rho )\operatorname {sinc} {(\mu u)}\right],\,u={\sqrt {c^{2}t^{2}-\rho ^{2}}}} | 2D уравнение Клейна — Гордона                              |
| {\displaystyle \square +\mu ^{2}}                                                         | {\displaystyle {\frac {1}{4\pi }}\left[{\frac {\delta \left(t-{\frac {r}{c}}\right)}{r}}+\mu c\Theta (ct-r){\frac {J_{1}\left(\mu u\right)}{u}}\right],\,u={\sqrt {c^{2}t^{2}-r^{2}}}} | 3D уравнение Клейна — Гордона                              |
| {\displaystyle \partial _{t}^{2}+2\gamma \partial _{t}-c^{2}\partial _{x}^{2}}            | {\displaystyle {\frac {1}{2}}e^{-\gamma t}\left[\delta (ct-x)+\delta (ct+x)+\Theta (ct-\|x\|)\left({\frac {\gamma }{c}}I_{0}\left({\frac {\gamma u}{c}}\right)+{\frac {\gamma t}{u}}I_{1}\left({\frac {\gamma u}{c}}\right)\right)\right],\,u={\sqrt {c^{2}t^{2}-x^{2}}}} | телеграфное уравнение                                      |
| {\displaystyle \partial _{t}^{2}+2\gamma \partial _{t}-c^{2}\Delta _{\text{2D}}}          | {\displaystyle {\frac {e^{-\gamma t}}{4\pi }}\left[(1+e^{-\gamma t}+3\gamma t){\frac {\delta (ct-\rho )}{\rho }}+\Theta (ct-\rho )\left({\frac {\gamma \sinh \left({\frac {\gamma u}{c}}\right)}{cu}}+{\frac {3\gamma t\cosh \left({\frac {\gamma u}{c}}\right)}{u^{2}}}-{\frac {3ct\sinh \left({\frac {\gamma u}{c}}\right)}{u^{3}}}\right)\right],\,u={\sqrt {c^{2}t^{2}-\rho ^{2}}}} | 2D релятивистское уравнение теплопроводности               |
| {\displaystyle \partial _{t}^{2}+2\gamma \partial _{t}-c^{2}\Delta _{\text{3D}}}          | {\displaystyle {\frac {e^{-\gamma t}}{20\pi }}\left[\left(8-3e^{-\gamma t}+2\gamma t+4\gamma ^{2}t^{2}\right){\frac {\delta (ct-r)}{r^{2}}}+{\frac {\gamma ^{2}}{c}}\Theta (ct-r)\left({\frac {1}{cu}}I_{1}\left({\frac {\gamma u}{c}}\right)+{\frac {4t}{u^{2}}}I_{2}\left({\frac {\gamma u}{c}}\right)\right)\right],\,u={\sqrt {c^{2}t^{2}-r^{2}}}}                                  | 3D релятивистское уравнение теплопроводности               |

## Другие примеры
- Пусть дано множество {\displaystyle \mathbb {R} } и оператор {\displaystyle \ L} равен {\displaystyle \ d/dx}. Тогда функция Хевисайда {\displaystyle \ H(x-x_{0})} является функцией Грина для {\displaystyle \ L} при {\displaystyle \ x_{0}}.
- Пусть многообразие задаётся первой четвертью плоскости {\displaystyle {(x,\;y):\;x,\;y\geqslant 0}} и {\displaystyle \ L} — оператор Лапласа. Также предположим, что при {\displaystyle \ x=0} наложены краевые условия Дирихле, при {\displaystyle \ y=0} — краевые условия Неймана. Тогда функция Грина примет вид

{\displaystyle G(x,\;y,\;x_{0},\;y_{0})={\frac {1}{2\pi }}\left[\ln {\sqrt {(x-x_{0})^{2}+(y-y_{0})^{2}}}-\ln {\sqrt {(x+x_{0})^{2}+(y-y_{0})^{2}}}\right]+}
{\displaystyle +{\frac {1}{2\pi }}\left[\ln {\sqrt {(x-x_{0})^{2}+(y+y_{0})^{2}}}-\ln {\sqrt {(x+x_{0})^{2}+(y+y_{0})^{2}}}\right].}